# Bouguargouh
Bouguargouh (àrab بوڭرڭوح) és una comuna rural de la província de Settat de la regió de Casablanca-Settat. Segons el cens de 2014 tenia una població total de 9.539 persones.